# Amine Chibane
 (novembre 2021).
 (novembre 2021).
 (novembre 2021).
 (novembre 2021).
La mise en forme du texte ne suit pas les recommandations de Wikipédia : il faut le « wikifier ».
Les points d'amélioration suivants sont les cas les plus fréquents. Le détail des points à revoir est peut-être précisé sur la page de discussion.
- Les titres sont pré-formatés par le logiciel. Ils ne sont ni en capitales, ni en gras.
- Le texte ne doit pas être écrit en capitales (les noms de famille non plus), ni en gras, ni en italique, ni en « petit »…
- Le gras n'est utilisé que pour surligner le titre de l'article dans l'introduction, une seule fois.
- L'italique est rarement utilisé : mots en langue étrangère, titres d'œuvres, noms de bateaux, etc.
- Les citations ne sont pas en italique mais en corps de texte normal. Elles sont entourées par des guillemets français : « et ».
- Les listes à puces sont à éviter, des paragraphes rédigés étant largement préférés. Les tableaux sont à réserver à la présentation de données structurées (résultats, etc.).
- Les appels de note de bas de page (petits chiffres en exposant, introduits par l'outil «  Source ») sont à placer entre la fin de phrase et le point final[comme ça].
- Les liens internes (vers d'autres articles de Wikipédia) sont à choisir avec parcimonie. Créez des liens vers des articles approfondissant le sujet. Les termes génériques sans rapport avec le sujet sont à éviter, ainsi que les répétitions de liens vers un même terme.
- Les liens externes sont à placer uniquement dans une section « Liens externes », à la fin de l'article. Ces liens sont à choisir avec parcimonie suivant les règles définies. Si un lien sert de source à l'article, son insertion dans le texte est à faire par les notes de bas de page.
- La présentation des références doit suivre les conventions bibliographiques. Il est recommandé d'utiliser les modèles {{Ouvrage}}, {{Chapitre}}, {{Article}}, {{Lien web}} et/ou {{Bibliographie}}. Le mode d'édition visuel peut mettre en forme automatiquement les références.
- Insérer une infobox (cadre d'informations à droite) n'est pas obligatoire pour parachever la mise en page.

Pour une aide détaillée, merci de consulter Aide:Wikification.
Si vous pensez que ces points ont été résolus, vous pouvez retirer ce bandeau et améliorer la mise en forme d'un autre article.
Pour les articles homonymes, voir Chibane.
Amine Mohamed Chibane, plus connu sous le nom de scène de « Chibane », est un auteur, compositeur et interprète algérien né le 5 juin 1984 à Alger.

## Biographie

### Jeunesse et formation
Dès son plus jeune âge, il commence à composer et à écrire des chansons et multiplie les expériences artistiques. Avide de nouveaux styles de musique, Chibane est toujours à la recherche de fusions tout en restant rattaché à la musique nord-africaine en général, et algérienne en particulier.[réf. nécessaire]

### Carrière

#### 2006: Diwan Dzair
Il intègre en 2006 le groupe « Diwan Dzair » en tant que percussionniste et chanteur en compagnie du Maalam Benaïssa avec qui il participe à de nombreux concerts et festivals nationaux et internationaux afin de promouvoir la musique diwane.

#### 2009: Matouche
En 2009, il part s’installer au Maroc et crée « Matouche » où il s’embarque dans une nouvelle aventure musicale avec deux guitaristes marocains (Samir Djabbari et Rachid Khalil), un trio de fusion jazz manouche et musique méditerranéenne, qui reprend des standards de jazz manouche et du music-hall algérien des années 1930.
De retour au pays en 2013, il commence alors à écrire, composer et concevoir un projet de fusion world music. C’est en 2014, lorsqu’il signe avec la production One Shot, qu’il décide de se consacrer pleinement à sa passion et décide d’en faire un métier à part entière.

#### 2016:Melomania
Il sort son premier album de 13 titres en duo en 2016 intitulé Melomania qui a conquis le public algérien de par sa fraîcheur, son énergie, ses textes et ses différentes influences et rythmiques.
Chibane revient en 2018 avec son nouveau projet solo Music-Houl, du music-hall à la sauce algérienne sur des textes sociolinguistiques urbains, le tout dans une ambiance festive jazzy, et sort son premier single Mademoiselle Algérie, après avoir fait une reprise de la mythique chanson Bella Ciao à la sauce algérienne. La même année, il participe à un concert en hommage à Maâllem Benaïssa.

#### 2019:Youm echaâb
Après les manifestations du Hirak du 22 février 2019, Chibane écrit la chanson Youm echaâb, plus connue sous le titre de Libérez l’Algérie, qui rend hommage aux prisonniers du Hirak avec la chanson Libérez Zou3ama.

#### Depuis 2019
À l’occasion du premier anniversaire du déclenchement de la Révolution du Sourire, il écrit une chanson intitulée Echaâb el Magnifico dont le clip a été tourné en plein cœur des manifestations.
Chanteur engagé et fervent défenseurs des libertés, il sort la chanson Solta Rabâa en collaboration avec le collectif Smaâna pour la liberté de la presse.
Chibane passe de collaboration en collaboration et en 2020, il écrit, compose et interprète avec la chanteuse Amel Zen la chanson Bini W’Binek.
L’artiste porte un grand intérêt à donner une touche de modernité à l’art et à la musique populaire. Il est souvent invité pour intervenir dans les médias et invite les jeunes à se réapproprier leur culture et à travailler fièrement à son développement.